# Hafþór Júlíus Björnsson
Hafþór Júlíus Björnsson, född 26 november 1988 i Reykjavík, är en isländsk strongman-utövare, skådespelare och före detta professionell basketspelare. Han spelar Gregor Clegane i serien Game of Thrones.
Den 2 maj 2020 lyfte han 501 kg i marklyft, vilket räknades som ett inofficiellt världsrekord
Den 26 juli 2025 utökade han sitt tidigare rekord i marklyft till 505 kg